# نوآ-۱۹
نوآ-۱۹ (انگلیسی: NOAA-۱۹) با نام NOAA-N پیش از پرتاب، آخرین ماهواره از سری ماهواره‌های هواشناسی POES متعلق به اداره ملی اقیانوسی و جوی ایالات متحده آمریکا است که قرار بود با نسل بعدی این ماهواره‌ها به‌نام NPOESS جایگزین شود ولی پروژه NPOESS لغو شد. 
ماهواره نوآ-۱۹ در ۶ فوریه ۲۰۰۹ توسط راکت دلتا ۲ از پایگاه نیروی هوایی وندنبرگ به فضا پرتاب شد.